# 张志勇 (1955年)
张志勇（1955年—），男，山西沁水人，中华人民共和国政治人物，曾任国家税务总局党组成员、副局长，第十三届全国政协委员。